# Mittelamerikanische Nachtechsen
Die Mittelamerikanischen Nachtechsen (Lepidophyma) leben im tropischen Mittelamerika von den mexikanischen Bundesstaaten Tamaulipas und Michoacán bis zur karibischen Seite Panama. Sie fehlen im Norden der Halbinsel Yukatan, sowie an den Pazifikküste Guatemalas und El Salvadors.
Lepidophyma-Arten haben zu einer Brille verwachsene unbewegliche Augenlider ähnlich wie bei vielen Geckos und rundliche Pupillen. Die Schuppen auf dem Kopf sind vergrößert, der Rücken und die Seiten des Rumpfes sind von einer heterogenen Mischung granulierter bzw. mit größeren Tuberkeln versehener Schuppen bedeckt. Alle Mittelamerikanischen Nachtechsen sind lebendgebärend. Einige Arten vermehren sich ungeschlechtlich durch Parthenogenese, teilweise gibt es keine männlichen Tiere.

## Arten
- Lepidophyma chicoasensis Alvarez & Valentin, 1988
- Lepidophyma cuicateca Canseco-Márquez, Guttierez-Mayen & Mendoza-Hernandez, 2008
- Lepidophyma dontomasi (Smith, 1942)
- Krokodil-Nachtechse (Lepidophyma flavimaculatum Duméril, 1851)
- Lepidophyma gaigeae Mosauer, 1936
- Lepidophyma inagoi Palacios-Aguilar, Santos-Bibiano und Flores-Villela, 2018
- Lepidophyma lineri Smith, 1973
- Lepidophyma lipetzi Smith & Del Toro, 1977
- Lepidophyma lowei Bezy & Camarillo, 1997
- Lepidophyma mayae Bezy, 1973
- Lepidophyma micropholis Walker, 1955
- Lepidophyma occulor Smith, 1942
- Lepidophyma pajapanensis Werler, 1957
- Lepidophyma radula (Smith, 1942)
- Lepidophyma reticulatum Taylor, 1955
- Lepidophyma smithii Bocourt, 1876
- Lepidophyma sylvaticum Taylor, 1939
- Lepidophyma tarascae Bezy, Webb & Álvarez, 1982
- Lepidophyma tuxtlae Werler & Shannon, 1957
- Lepidophyma zongolica García-Vázquez, Canseco-Márquez & Aguilar-López, 2010